# Wahlkreis Sesto San Giovanni (Senato della Repubblica)
Der Wahlkreis Sesto San Giovanni war von 2017 bis 2020 ein Wahlkreis (italienisch collegio elettorale) für die Wahl des Senats.

## Wahlkreisgebiet
Der Wahlkreis umfasste 26 Gemeinden: Arese, Baranzate, Barlassina, Bollate, Bresso, Ceriano Laghetto, Cesate, Cinisello Balsamo, Cogliate, Cormano, Cusano Milanino, Garbagnate Milanese, Lainate, Lazzate, Lentate sul Seveso, Limbiate, Meda, Misinto, Muggiò, Nova Milanese, Novate Milanese, Paderno Dugnano, Senago, Sesto San Giovanni, Solaro und Varedo.

## Wahlergebnisse

### Parlamentswahl 2018
| Kandidaten               | Kandidaten                 | Stimmen | %    | Listen                                      | Stimmen | %    |
| ------------------------ | -------------------------- | ------- | ---- | ------------------------------------------- | ------- | ---- |
|                          | Paolo Romanigewählt        | 134.597 | 41,1 | Lega                                        | 76.540  | 23,4 |
| Forza Italia             | Paolo Romanigewählt        | 134.597 | 41,1 | 43.893                                      | 13,4    |      |
| Fratelli d’Italia        | Paolo Romanigewählt        | 134.597 | 41,1 | 11.192                                      | 3,4     |      |
| Noi con l’Italia – UDC   | Paolo Romanigewählt        | 134.597 | 41,1 | 2.972                                       | 0,9     |      |
|                          | Bruno Marton               | 87.551  | 26,8 | Movimento 5 Stelle                          | 87.551  | 26,8 |
|                          | Diana Alessandra De Marchi | 85.082  | 26,0 | Partito Democratico                         | 73.546  | 22,5 |
| +Europa                  | Diana Alessandra De Marchi | 85.082  | 26,0 | 8.830                                       | 2,7     |      |
| Italia Europa Insieme    | Diana Alessandra De Marchi | 85.082  | 26,0 | 1.628                                       | 0,5     |      |
| Civica Popolare          | Diana Alessandra De Marchi | 85.082  | 26,0 | 1.078                                       | 0,3     |      |
|                          | Felice Stefano Cagliani    | 10.708  | 3,3  | Liberi e Uguali                             | 10.708  | 3,3  |
|                          | Sonia Costanza Coloru      | 2.706   | 0,8  | Potere al Popolo!                           | 2.706   | 0,8  |
|                          | Antonella Barca            | 2.362   | 0,7  | CasaPound Italia                            | 2.362   | 0,7  |
|                          | Silvana Cerra              | 1.694   | 0,5  | Italia agli Italiani (FN – FT)              | 1.694   | 0,5  |
|                          | Vittoria Barra             | 1.483   | 0,5  | Il Popolo della Famiglia                    | 1.483   | 0,5  |
|                          | Filippo Piacere            | 748     | 0,2  | Per una Sinistra Rivoluzionaria (SCR – PCL) | 748     | 0,2  |
|                          | Riccardo Protetti          | 298     | 0,1  | Partito Repubblicano Italiano – ALA         | 298     | 0,1  |
| Gesamt                   | Gesamt                     | 327.229 | 100  |                                             | 327.229 | 100  |
|                          |                            |         |      |                                             |         |      |
| Ungültige Stimmen        | Ungültige Stimmen          | 8.670   | 2,6  |                                             |         |      |
| Wähler                   | Wähler                     | 335.899 | 76,5 |                                             |         |      |
| Wahlberechtigte          | Wahlberechtigte            | 439.231 |      |                                             |         |      |
|                          |                            |         |      |                                             |         |      |
| Quelle: Innenministerium |                            |         |      |                                             |         |      |